# Jacques Mignaux
Ne doit pas être confondu avec Jacques Mignot.
Jacques Mignaux, né le 9 juillet 1954 à Saint-Marcellin (Isère), est un  général de la Gendarmerie nationale française dont il a été le directeur général du 7 avril 2010 au 10 avril 2013. Il est nommé conseiller d’État en service extraordinaire par décret en conseil des ministres du 24 juillet 2013.

## Biographie
Diplômé de l'ESM Saint-Cyr et major de la promotion Capitaine Henri Guilleminot (1975-1977), il intègre en 1978 l’escadron de gendarmerie mobile de Versailles-Satory au grade de lieutenant, en tant que commandant de peloton. Après un passage en Outre-mer de 1981 à 1984 en tant qu'adjoint au commandant du groupe des pelotons mobiles à Saint-Denis de La Réunion, il devient commandant de la compagnie de gendarmerie départementale de Bourges en 1984.
Il occupe son premier poste en état-major à partir de 1987 comme officier rédacteur au bureau de l’emploi au service des opérations et de l’emploi à la direction générale de la Gendarmerie nationale, à Paris. Chef du bureau des affaires générales au cabinet du directeur général à partir de 1992, il exerce de 1994 à 1997 la fonction de commandant du groupement de gendarmerie départementale du Loiret.
De juillet 1997 à août 1999, il exerce successivement les fonctions de chef du bureau des études générales au service des ressources humaines et de chargé de mission auprès du chef du service des ressources humaines à la Direction générale de la Gendarmerie nationale. Il accède au grade de colonel en juillet 1998.
En mai 2002, il fait son entrée au ministère de l'Intérieur en tant que chargé de mission auprès du conseiller pour la sécurité au cabinet du ministre, Nicolas Sarkozy. Après un intermède de deux ans, au cours duquel il commande la région de gendarmerie départementale d'Île-de-France, il exerce la fonction de conseiller pour la sécurité auprès du ministre de l'Intérieur comme conseiller technique à partir de janvier 2005. Il accède au corps des officiers généraux en décembre 2004. Le 1er juin 2007, il exerce la fonction de chef de service des opérations et de l'emploi à la Direction générale de la Gendarmerie.
Le 1er juin 2008, il est nommé Major général de la Gendarmerie nationale.
Le 7 avril 2010, en conseil des ministres, il est élevé aux rang et appellation de général d'armée et est nommé Directeur général de la Gendarmerie nationale à compter du 12 avril 2010 en remplacement du général d'armée Roland Gilles.
En juillet 2012, il annonce que la Gendarmerie nationale a mis l'accent sur le renseignement après les intrusions de Greenpeace dans la centrale nucléaire de Nogent-sur-Seine en décembre 2011.
Le 7 avril 2013, il est remplacé à la tête de la Gendarmerie nationale en conseil des ministres par le général d'armée Denis Favier. Il est nommé conseiller d’État en service extraordinaire par décret en conseil des ministres du 24 juillet 2013.
En 2018, il écrit un polar historique, inspiré par la Résistance dans le Vercors.

## Distinctions
|  |  |  |
|  |  |  |

### Intitulés
- Grand officier de la Légion d'honneur (décret du 28 juin 2013)
- Officier de l'ordre national du Mérite (2002)
- Médaille de la Gendarmerie nationale (2010)
- Médaille de la Défense nationale, échelon argent (1989)
- Médaille d'honneur de la Police nationale (2009)
- Médaille de bronze de la jeunesse et des sports (1984)

## Sources et références
1. 1 2  « elysee.fr/conseils-des-ministr… »(Archive.org • Wikiwix • Archive.is • Google • Que faire ?).
2. ↑  Arrêté du 9 juin 2005 portant nomination au cabinet du ministre d'État.
3. ↑  « J.Mignaux à la tête de la gendarmerie » Le Figaro du 7 avril 2010.
4. ↑  Décret du 9 avril 2010 portant nomination du directeur général de la gendarmerie nationale - M. Mignaux (Jacques) publié au Journal officiel du 11 avril 2010.
5. ↑  « Nucléaire : la gendarmerie surveille étroitement Greenpeace », La Tribune du 18 juillet 2012
6. ↑  Le général Denis Favier, nouveau patron des 96 000 gendarmes français
7. ↑  Eric Pelletier, « Jacques Mignaux, ex-directeur de la gendarmerie nationale, se fait auteur de polar », sur leparisien.fr, 11 août 2018 (consulté le 17 juillet 2023)